# 신언중학교
신언중학교는 대한민국 울산광역시 울주군 언양읍 서부리에 있는 공립 중학교이다.

## 학교 연혁
- 1966년 11월 17일 : 학교법인 울산육영회 설립
- 1967년 3월 7일 : 언양여자중학교 개교 및 제1회 입학식(2학급 120명)
- 1967년 3월 7일 : 초대 김호식 교장 취임
- 1982년 3월 1일 : 공립학교로 전환
- 2005년 3월 1일 : 신언중학교로 개명, 남.녀 공학으로 전환
- 2011년 12월 27일 : 학교 이전(삼남면 교동리 950번지에서 현위치로)
- 2013년 3월 1일 : 선진형 교과교실제 시행
- 2014년 3월 1일 : 자유학기제 연구학교 운영
- 2015년 3월 1일 : 디지털교과서 연구학교 운영 (2년)
- 2017년 3월 1일 : 교과역량 연구학교 운영(2017~2018년, 2년)
- 2020년 3월 1일 : 학교폭력예방 연구학교 운영(2020~2021년, 2년)
- 2023년 3월 2일 : 제57회 입학식(6학급 남 93명, 여 76명 계 169명)
- 2023년 9월 1일 : 제23대 조외순 교장 취임
- 2024년 2월 8일 : 제55회 졸업식(남 82명, 여 77명 계 159명, 총 졸업생수 11,882명)

## 참고 자료
- 신언중학교 - 한국교육학술정보원 학교알리미